# Центр «Номос»
Центр «Но́мос» — (від грец. νομός — закон, звичай) — неурядова українська аналітична організація. Повна назва — Центр сприяння вивченню геополітичних проблем і євроатлантичного співробітництва Чорноморського регіону «Номос». Аналітичний центр.
Центр «Номос» був заснований в листопаді 2003 року, як єдина в Україні незалежна неурядова організація, метою якої є проведення досліджень в сферах міжнародних відносин, національної безпеки, європейської і євроатлантичної інтеграції в чорноморсько-каспійському регіоні.
Офіс Центру «Номос» розташований в Севастополі. Експерти «Номоса» працюють також в Києві, Дніпрі, інших містах України. «Номос» підтримує партнерські відносини з більш ніж півторами десятками незалежних аналітичних центрів в Україні і за кордоном.

## Передумови створення
Чорноморський регіон, в широкому розумінні , є мозаїчною картинкою політичних інтересів, що накладаються один на одного, і сфер впливу різних держав та їх груп.
Геополітична важливість регіону витікає саме зі змішання культур на стику цивілізацій, міжнародної торгівлі, ідей, впливів. Маючи значні невикористані потенційні можливості, Причорномор'я надалі залишається регіоном де фокусуються витоки подій майбутнього .
Чорноморський регіон відрізняється комплексністю регіональних відносин, обумовленою різнорідністю регіональних акторів і присутністю в регіоні інтересів глобальних світових гравців. Це, в свою чергу, породжує тісні взаємозв'язки з сусідніми регіонами — Каспійським, Балтійським, Середземноморським, привертає до активної взаємодії в рамках чорноморського діалогу не лише чорноморські держави.
Спроби організувати Чорноморський діалог , тобто співробітництво причорноморських країн, а також впливових глобальних гравців робилися досить давно. Проте проблема в тому, що у країн Чорноморського регіону відсутня єдина позиція з цього питання. Є позиція, інтереси і представлення бізнесу, який локалізований в регіоні і взаємодіє з регіональними партнерами. Є інтереси, міркування, погляди окремих представників державного апарату і великих корпоративних структур. Є думки компетентних експертів, що представляють державні і неурядові організації, які спроможні проаналізувати ситуацію, зробити прогнози, розробити стратегію. Але їх можливості не затребувані, оскільки немає системоутвроюючого чинника, що консолідує всі ці різносторонні бачення, інтереси і потенціали .
Актуальність питання очевидна, чого не можна сказати про відповідь на нього.
В цих умовах виникла ідея створення безпосередньо в «серці» Чорноморського регіону — Севастополі — незалежного неурядового аналітичного центру, який би став інструментом інтелектуальної інтеграції українських і зарубіжних еліт, полем для діалогу і дискусій експертного співтовариства і політиків про стан та перспективи розвитку Причорномор'я.

## Діяльність

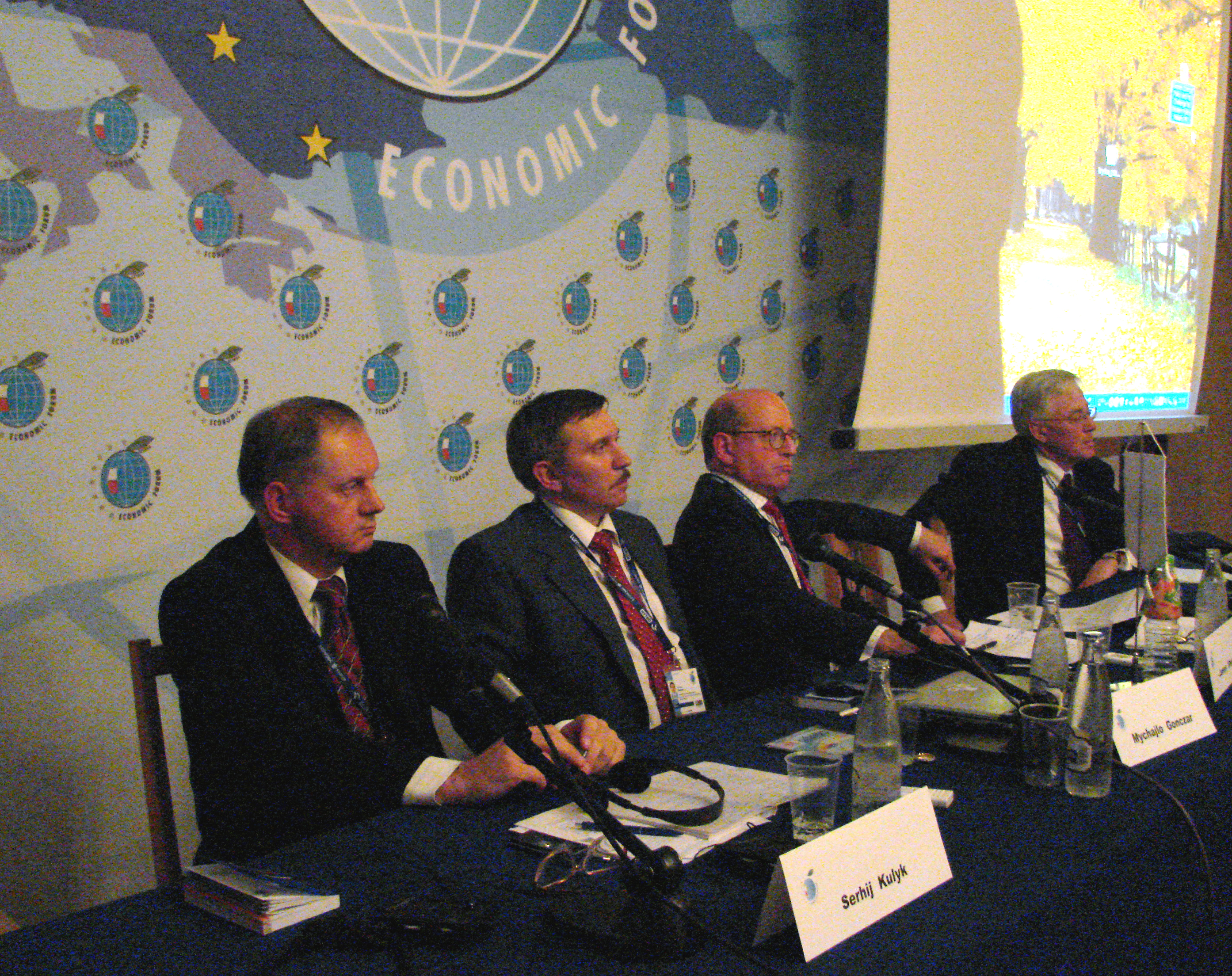
Експерти «Номосу» — учасники XXVII Міжнародного економічного форуму в Польщі

Центр «Номос» заснований в 2003 році групою ентузіастів для сприяння всім зацікавленим сторонам (політикам, експертам, вченим, журналістам) у вивченні геополітичних проблем Чорноморського регіону. Надалі, під впливом процесів європейської і євроатлантичної інтеграції причорноморських країн, до сфери інтересів «Номосу» увійшли питання європейського і євроатлантичного співробітництва, а географія досліджень розширилася до Чорноморсько-каспійського регіону і продовжує розширюватися.

### Цілі і завдання
Головна ціль «Номоса» — надання допомоги у вивченні геополітичних проблем в Чорноморському регіоні, аналіз, підготовка рекомендацій і прогнозів у сфері внутрішньої і зовнішньої політики України і міжнародних відносин в цілому, поширення в суспільстві інформації про процеси європейської і євроатлантичної інтеграції в регіоні.

### Цільові аудиторії
- політики і експерти;
- журналісти, вчені, викладачі;
- студенти, що вчаться (тобто ті, кому належить визначати шляхи розвитку України через 5-10 років).

### Напрямки діяльності
1. незалежний стратегічний аналіз і оцінка подій, які стосуються всіх основних аспектів національної і міжнародної безпеки;
2. інформування населення про проблеми європейської і євроатлантичної інтеграції;
3. сприяння урядовим і неурядовим організаціям, міжнародним інститутам, політичним партіям в питаннях організації і проведення інформаційних, просвітницьких, навчальних та інших програм;
4. розробка рекомендацій щодо усунення існуючих і потенційних загроз національним інтересам та пріоритетам України;
5. узагальнення світового досвіду економічного і політичного розвитку, реалізації нових підходів інноваційного розвитку в Україні, залученні наукової громадськості до проведення досліджень з актуальних проблем геополітики, виборчих технологій і публікація актуальних статей вчених у вітчизняних і зарубіжних виданнях;
6. участь в проектах по здійсненню громадського контролю за сектором безпеки.

### Форми діяльності

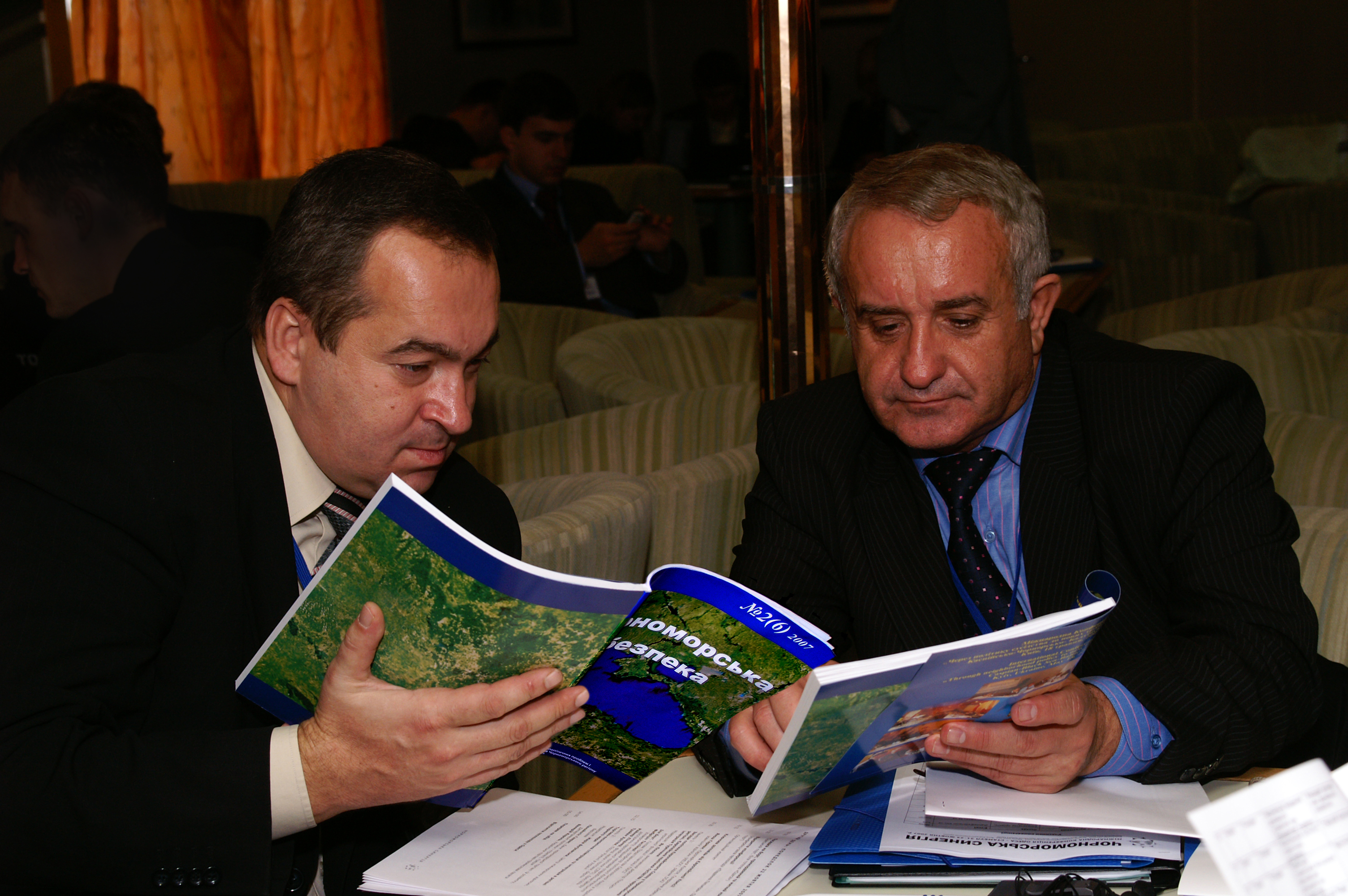
Міжнародна конференція «Чорноморська синергія» (Одеса — Стамбул, 21-23 жовтня 2007 року.

Центр «Номос» готує аналітичні довідки, статті, дослідження, коментарі з актуальних проблем державної політики у сфері національної і міжнародної безпеки. Результати досліджень представляються на публічних обговореннях

, друкуються в українських і зарубіжних ЗМІ

.
Дослідження «Номоса» використовували в роботі міжнародні організації (Єврокомісія), посольства європейських і причорноморських держав, міжнародні аналітичні центри

, Адміністрація Президента , Верховна Рада, Міністерство закордонних справ України .
З 2006 року — провідна громадська організація Цільової групи з питань економічної безпеки Мережі Партнерства Україна-НАТО під егідою Спільної групи високого рівня з питань воєнної реформи (JWGDR) .
З 2005 року «Номос» видає загальноукраїнський щоквартальний журнал «Чорноморська безпека» в якому публікуються інформаційні і аналітичні матеріали присвячені різним аспектам регіональної і міжнародної безпеки. Аналітичні матеріали публікуються також на сайті «Номосу» .
Починаючи з 2007 року Центр «Номос» щорічно проводить міжнародні конференції з актуальних для регіону проблем за участю вчених, експертів, політиків з країн Причорномор'я, Європи, Кавказу.
Партнери «Номосу» — незалежні аналітичні центри в Україні, країнах Південного Кавказу, Євросоюзі, Росії, США.

## Керівництво, структура

### Керівник Центру «Номос»
Голова правління, Виконавчий директор Центру «Номос» — Кулик Сергій Іванович.
Сергій Кулик народився 28 травня 1954 року. Закінчив Севастопольське вище військово-морське інженерне училище (1976), Вищу школу КДБ СРСР (1988), Національну академію державного управління при Президенті України (1998). З 1971 по 1993 рік служив у ЗС СРСР та України. 1993—2004 рр — заступник, начальник відділу, начальник управління Севастопольської міської державної адміністрації. У 2003 році організував і очолив Центр «Номос». Інженер-ядерник, магістр державного управління, капітан 2 рангу запасу.

### Структурні підрозділи
Центр «Номос» складається з редакції журналу «Чорноморська безпека» і структурних підрозділів — «програм» .
- енергетичні програми — директор Гончар Михайло Михайлович
- міжнародні програми — директор Штибликов Дмитро Анатолійович
- інформаційні програми — директор Лакійчук Павло Петрович

Заступник директора «Номоса» — Лебедев Юрій Олександрович.